# 佐々木博茂
佐々木 博茂（ささき ひろしげ、1943年 - ）は日本の実業家。ダイエー社長代行、福岡ダイエーホークス（現：福岡ソフトバンクホークス）代表取締役会長などを務めた。

## 人物
2000年10月10日、ダイエー創業者で代表取締役会長の中内㓛が辞任し、社長の鳥羽董は自身の保有株式の売買に絡むインサイダー取引疑惑から引責辞任。代表権を持つ会長、社長不在の中、高木邦夫が次期社長に就任するまでの間、副社長の佐々木博茂が社長代行を務めた。
福岡ダイエーホークスがソフトバンクに売却される際には同社の会長を務めていた。

## 経歴
- 1943年 広島県に生まれる。
- 1961年 修道高等学校卒業。
- 1965年 広島商科大学（現：広島修道大学）商学部商業学科卒業。主婦の店ダイエー（現：ダイエー）入社。
- 1994年 オーエムシーカード社長に就任。
- 1999年 ダイエー副社長に就任。
- 2000年 ダイエー社長代行に就任。
- 2001年 ダイエー専務に就任。
- 2003年 ダイエー取締役に就任。オーエムシーカード取締役会長を兼務。
- 2004年 福岡ダイエーホークス（現：福岡ソフトバンクホークス）会長に就任。